# Karl Malone
Karl Anthony Malone (Bernice, 24 de julho de 1963), é um ex-jogador norte-americano de basquete profissional que fez quase toda a sua carreira na NBA como jogador do Utah Jazz (1985-2003), terminando sua carreira no Los Angeles Lakers (2003-2004). É considerado um dos maiores jogadores da história do basquete.

## Carreira
Apesar de nunca ter sido campeão da NBA, foi vice-campeão duas vezes com o Utah Jazz e apesar de se mudar para o Los Angeles Lakers visando o título, ficou em segundo lá também.
Foi eleito duas vezes o MVP (Jogador Mais Valioso da NBA) em 1997 e 1999, Malone é considerado um dos 7 maiores jogadores de todos os tempos da NBA. Ele foi bicampeão dos Jogos Olímpicos em 1992 (com o famoso Dream Team) e em 1996.
Malone é atualmente o terceiro maior pontuador na história da NBA, com 36.928 pontos (média de 25 por jogo).

## Vida pessoal

#### Controvérsias
Malone é amplamente criticado até os dias de hoje por, aos 20 anos, ter engravidado uma menina de 13, Gloria Bell. A relação deu à luz a Demetress, um menino, ao qual o ex-jogador negou a paternidade durante anos. Nos dias atuais, Malone e Demetress Bell, que atuou na liga profissional de futebol norte-americana (NFL) por cinco temporadas, se reconciliaram.
Malone também teve duas filhas fora de seu casamento, as gêmeas Daryl e Cheryl Ford. Ambas seguiram os passos do pai, jogando basquete na faculdade Louisiana Tech, e Cheryl atuou pelo Detroit Shock e Dallas Fury, da WNBA, sendo tricampeã da liga. Ainda que o jogador nunca tenha negado a paternidade de ambas, ele também só "entrou" como figura paterna quando as filhas já tinham 17 anos.

## Estatísticas na NBA

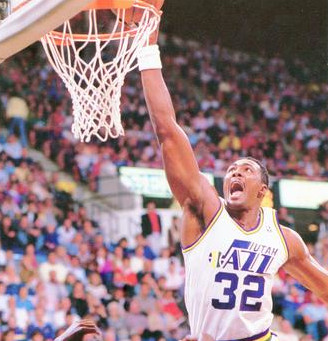
Malone em 1988.

|  | MVP da temporada regular |

### Temporada Regular
| Ano      | Equipe   | PJ   | PT   | MPJ  | AP   | 3P   | LL   | RT   | AS  | BR  | TO  | PPJ  |
| -------- | -------- | ---- | ---- | ---- | ---- | ---- | ---- | ---- | --- | --- | --- | ---- |
| 1985–86  | Utah     | 81   | 76   | 30.6 | .496 | .000 | .481 | 8.9  | 2.9 | 1.3 | 0.5 | 14.9 |
| 1986–87  | Utah     | 82   | 82   | 34.8 | .512 | .000 | .598 | 10.4 | 1.9 | 1.3 | 0.7 | 21.7 |
| 1987–88  | Utah     | 82   | 82   | 39.0 | .520 | .000 | .700 | 12.0 | 2.4 | 1.4 | 0.6 | 27.7 |
| 1988–89  | Utah     | 82   | 82   | 39.0 | .519 | .313 | .766 | 10.7 | 2.7 | 1.8 | 0.9 | 29.1 |
| 1989–90  | Utah     | 82   | 82   | 38.1 | .562 | .372 | .762 | 11.1 | 2.8 | 1.5 | 0.6 | 31.0 |
| 1990–91  | Utah     | 82   | 82   | 40.3 | .527 | .286 | .770 | 11.8 | 3.3 | 1.1 | 1.0 | 29.0 |
| 1991–92  | Utah     | 81   | 81   | 37.7 | .526 | .176 | .778 | 11.2 | 3.0 | 1.3 | 0.6 | 28.0 |
| 1992–93  | Utah     | 82   | 82   | 37.8 | .552 | .200 | .740 | 11.2 | 3.8 | 1.5 | 1.0 | 27.0 |
| 1993–94  | Utah     | 82   | 82   | 40.6 | .497 | .250 | .694 | 11.5 | 4.0 | 1.5 | 1.5 | 25.2 |
| 1994–95  | Utah     | 82   | 82   | 38.1 | .536 | .268 | .742 | 10.6 | 3.5 | 1.6 | 1.0 | 26.7 |
| 1995–96  | Utah     | 82   | 82   | 38.0 | .519 | .400 | .723 | 9.8  | 4.2 | 1.7 | 0.7 | 25.7 |
| 1996–97  | Utah     | 82   | 82   | 36.6 | .550 | .000 | .755 | 9.9  | 4.5 | 1.4 | 0.6 | 27.4 |
| 1997–98  | Utah     | 81   | 81   | 37.4 | .530 | .333 | .761 | 10.3 | 3.9 | 1.2 | 0.9 | 27.0 |
| 1998–99  | Utah     | 49   | 49   | 37.4 | .493 | .000 | .788 | 9.4  | 4.1 | 1.3 | 0.6 | 23.8 |
| 1999–00  | Utah     | 82   | 82   | 35.9 | .509 | .250 | .797 | 9.5  | 3.7 | 1.0 | 0.9 | 25.5 |
| 2000–01  | Utah     | 81   | 81   | 35.7 | .498 | .400 | .793 | 8.3  | 4.5 | 1.1 | 0.8 | 23.2 |
| 2001–02  | Utah     | 80   | 80   | 38.0 | .454 | .360 | .797 | 8.6  | 4.3 | 1.9 | 0.7 | 22.4 |
| 2002–03  | Utah     | 81   | 81   | 36.2 | .462 | .214 | .763 | 7.8  | 4.7 | 1.7 | 0.4 | 20.6 |
| 2003–04  | Lakers   | 42   | 42   | 32.7 | .483 | .000 | .747 | 8.7  | 3.9 | 1.2 | 0.5 | 13.2 |
| Carreira | Carreira | 1476 | 1471 | 37.2 | .516 | .274 | .742 | 10.1 | 3.6 | 1.4 | 0.8 | 25.0 |
| All-Star | All-Star | 12   | 8    | 20.3 | .542 | –    | .725 | 6.2  | 1.6 | 1.0 | 0.4 | 12.1 |

Playoffs
| Ano      | Equipe   | PJ  | PT  | MPJ  | AP   | 3P    | LL   | RT   | AS  | BR  | TO  | PPJ  |
| -------- | -------- | --- | --- | ---- | ---- | ----- | ---- | ---- | --- | --- | --- | ---- |
| 1986     | Utah     | 4   | 4   | 36.0 | .528 | .000  | .423 | 7.5  | 1.0 | 2.0 | 0.0 | 21.8 |
| 1987     | Utah     | 5   | 5   | 40.0 | .420 | .000  | .722 | 9.6  | 1.2 | 2.2 | 0.8 | 20.0 |
| 1988     | Utah     | 11  | 11  | 44.9 | .482 | .000  | .723 | 11.8 | 1.5 | 1.2 | 0.6 | 29.7 |
| 1989     | Utah     | 3   | 3   | 45.3 | .500 | .000  | .813 | 16.3 | 1.3 | 1.0 | 0.3 | 30.7 |
| 1990     | Utah     | 5   | 5   | 40.6 | .438 | .000  | .756 | 10.2 | 2.2 | 2.2 | 1.0 | 25.2 |
| 1991     | Utah     | 9   | 9   | 42.6 | .455 | .000  | .846 | 13.3 | 3.2 | 1.0 | 1.2 | 29.7 |
| 1992     | Utah     | 16  | 16  | 43.0 | .521 | .000  | .805 | 11.3 | 2.6 | 1.4 | 1.2 | 29.1 |
| 1993     | Utah     | 5   | 5   | 43.2 | .454 | .500  | .816 | 10.4 | 2.0 | 1.2 | 0.4 | 24.0 |
| 1994     | Utah     | 16  | 16  | 43.9 | .467 | .000  | .738 | 12.4 | 3.4 | 1.4 | 0.8 | 27.1 |
| 1995     | Utah     | 5   | 5   | 43.2 | .466 | .333  | .692 | 13.2 | 3.8 | 1.4 | 0.4 | 30.2 |
| 1996     | Utah     | 18  | 18  | 40.3 | .469 | .000  | .574 | 10.3 | 4.4 | 1.9 | 0.6 | 26.5 |
| 1997     | Utah     | 20  | 20  | 40.8 | .435 | .500  | .720 | 11.4 | 2.9 | 1.4 | 0.8 | 26.0 |
| 1998     | Utah     | 20  | 20  | 39.8 | .471 | .000  | .788 | 10.9 | 3.4 | 1.1 | 1.0 | 26.3 |
| 1999     | Utah     | 11  | 11  | 41.0 | .417 | .000  | .791 | 11.3 | 4.7 | 1.2 | 0.7 | 21.8 |
| 2000     | Utah     | 10  | 10  | 38.6 | .520 | 1.000 | .810 | 8.9  | 3.1 | 0.7 | 0.7 | 27.2 |
| 2001     | Utah     | 5   | 5   | 39.8 | .405 | .500  | .796 | 8.8  | 3.4 | 1.0 | 0.8 | 27.6 |
| 2002     | Utah     | 4   | 4   | 40.8 | .411 | .000  | .714 | 7.5  | 4.5 | 0.8 | 0.8 | 20.0 |
| 2003     | Utah     | 5   | 5   | 38.2 | .405 | .000  | .732 | 6.8  | 4.0 | 1.6 | 0.4 | 19.6 |
| 2004     | Lakers   | 21  | 21  | 38.0 | .450 | .000  | .630 | 8.8  | 3.4 | 1.1 | 0.1 | 11.5 |
| Carreira | Carreira | 193 | 193 | 38.0 | .463 | .162  | .736 | 10.7 | 3.2 | 1.3 | 0.7 | 24.7 |

## Prêmios e Homenagens
Como Jogador
- NBA:
  - 2 vezes NBA Most Valuable Player (MVP): 1997 e 1999;
  - NBA All-Star Game MVP: 1989 e 1993;
  - 14 vezes NBA All-Star: 1988, 1989, 1990, 1991, 1992, 1993, 1994, 1995, 1996, 1997, 1998, 2000, 2001, 2002;
  - 14 vezes All-NBA Team:
    - primeiro time: 1989, 1990, 1991, 1992, 1993, 1994, 1995, 1996, 1997, 1998, 1999;
    - segundo time: 1988 e 2000;
    - terceiro time: 2001;

  - 4 vezes NBA All-Defensive Team:
    - primeiro time: 1997, 1998, 1999;
    - segundo time: 1988;

  - NBA All-Rookie Team:
    - primeiro Time: 1986;

  - Um dos 50 grandes jogadores da história da NBA;
  - Número 32 aposentado pelo Utah Jazz;
  - Terceiro maior cestinha da história da NBA (36.928 pontos)
- Seleção dos Estados Unidos:
  - Jogos Olímpicos:
    -  Medalha de Ouro: 1992
    -  Medalha de Ouro: 1996